# Skåltegn
Skåltegn er runde fordybninger, 5–10 cm i diameter, hugget ind i sten og klippevægge, som regel i forbindelse med helleristninger. De fleste skåltegn stammer fra bronzealderen, men forekommer også i sten- og jernalderen. Deres betydning er usikker, men fordybningerne har været tolket som symbol på kvindelig frugtbarhed. 

## Skåltegn i Danmark
Med undtagelse af Bornholm findes få klipper eller synligt grundfjeld i Danmark, så de fleste danske helleristninger er indhugget på sten ved oldtidens gravanlæg. Skåltegn er den almindeligst forekommende helleristning, ofte sekundært indhugget i anseligt antal på toppen af dæksten på bondestenalderens stendysser, som bronzealderfolket ofte genbenyttede til sine begravelser. 
I Danmark kategoriserer Kulturarvsstyrelsen skåltegn under anlægshovedgruppen "Tro og Tradition" og har kortlagt over 1.000 sådanne fortidsminder. De fleste skåltegn i Danmark er fra bronzealderen.

## Skåltegn i Sverige
På svensk kaldes skåltegnene skålgropar eller älvkvarnar - dvs "kværne for elverfolk", hvis velvilje svensk folketro knyttede til afgrøden. Det sagdes, at så sent som i 1920'erne listede "kloge koner" på Enköping-egnen ud i måneskin og smurte lokale skåltegn med fedt eller ofrede mønter i dem. I 1800-tallet tænkte man sig, at der var ofret blod i skåltegnene; men væske har ikke været egnet til ofring, da mange skåltegn er udhugget i sten, der hælder. Man tænkte sig også, at skåltegnene blev benyttet til at knuse de dødes benrester til aske. Det kan måske passe med, at kun en lille del af benresterne genfindes i urner efter ligbrænding (som var den enerådende gravskik ved bronzealderens slutning). Nogle skåltegn omtaltes som vårtkällor ("vortekilder"), da regnvand samlet fra dem skulle kunne vaske vorter væk. Oscar Almgren foreslog i 1927, at udhugningen af skåltegnene havde symboliseret en forening mellem himmelguden og jordgudinden, som Tacitus kaldte Nerthus. I senere tid har man tænkt, at skåltegnene også kan have med lyd at gøre. Ved udgravning af et kulthus fra bronzealderen i Håga (Uppsala kommun) sommeren 2000, lå der en stenblok, der klang, når man slog på den med en mindre sten. Denne klingsten  (fonolit) kan have tjent som tromme under ceremonier. Man talte 14 skåltegn i klangstenen, og den største og dybeste var der, hvor klangen lød bedst. 

## Skåltegn i Norge
Af de 1.100 kendte steder med helleristninger i Norge ligger henved 100 på Listahalvøen ved kysten. Kun ni felter på egnen indeholder andet end skåltegn; og da begrænset til skibsristninger eller fodsåler.  Et af de største helleristningsfelter er Jærberget med 22 skibsristninger og henved 70 skåltegn samlet på en høj i marken ved gården Penne.  
Listas skåltegn kan tænkes som et kvindeligt modstykke til egnens mandlige fallosstene (= bautalignende, stående stene). Helleristningsfeltet på Penne ligger omtrent midt mellem to fallosstene. Den ene kaldes for Vanen, måske til minde om vaneguden Njord, som i norrøn mytologi var de søfarendes gud. 
Skåltegn findes også godt synlige i det centrale Oslo. 